# Per Stolpe
Per Stolpe, född 24 augusti 1879 i Stockholm, död 7 april 1959 i Karlstad, var en svensk skolman och geolog.

## Biografi
Per Stolpe var son till aktuarien och geologen Mats Stolpe. Han avlade mogenhetsexamen i Stockholm 1897, inskrevs vid Stockholms högskola 1898 och vid Uppsala universitet 1899 där han blev filosofie kandidat 1907, filosofie licentiat 1910 och filosofie doktor 1911. Stolpe var 1906–1908 amanuens vid geografiska institutionen i Uppsala, blev 1910 andre lärare vid Hampnäs folkhögskola samt var 1912–1923 föreståndare och rektor för denna och den därmed förenade lantmannaskolan och 1923–1945 lektor i geografi samt biologi och hälsolära vid Folkskoleseminariet i Karlstad. 1915 uppfördes han på förslaget till professuren i geografi vid Lunds universitet. Stolpe var stadsfullmäktig i Karlstad 1931–1939, programchef i Karlstad för AB Radiotjänst 1932–1947 samt ordförande i Karlstads borgerliga valmansförening 1936–1938, i Värmlands sångarförbund 1928–1936 och i Värmlands körförbund 1929–1943. Han företog studieresor och sångarfärder med Orphei Drängar i Uppsala, främst till de nordiska länderna och Tyskland. Stolpe publicerade arbeten främst rörande Sveriges geografi såsom En sydsvensk israndlinje och dess geografiska betydelse (1911, doktorsavhandling) och Geografiska betingelser för näringslifvet inom Sveriges olika landsdelar (1912; Emigrantutredningen, bilaga 6) samt smärre geografiska skildringar från Halland, Dalsland, Ångermanland, Småland, Värmland med mera, de flesta i Svenska Turistföreningens årsskrift. Stolpe höll även radiokåserier, av vilka ett urval samlades i boken Känn ditt land! (1942) och tillsammans med Helge Kjellin och Ivar Lignell redigerade han verket Värmland. Ett storslaget och egenartat landskap (1947), i vilket han själv skrev avsnittet om Värmlands natur. Han utgav därutöver läroböcker i geografi för skolan. Då Manfred Björkquist startade sin pansarbåtsinsamling var Stolpe dennes närmaste medarbetare.